# Vitasjön, Västergötland
Vitasjön är en sjö i Svenljunga kommun i Västergötland och ingår i Ätrans huvudavrinningsområde. Sjön är 21 meter djup, har en yta på 0,885 kvadratkilometer och befinner sig 145,1 meter över havet. Vid provfiske har abborre, gädda och mört fångats i sjön.

## Delavrinningsområde
Vitasjön ingår i det delavrinningsområde (635704-133208) som SMHI kallar för Nedlagd mätstation. Medelhöjden är 154 meter över havet och ytan är 22,34 kvadratkilometer. Räknas de 83 avrinningsområdena uppströms in blir den ackumulerade arean 2 259,22 kvadratkilometer. Avrinningsområdets utflöde Ätran mynnar i havet. Avrinningsområdet består mestadels av skog (68 %) och jordbruk (15 %). Avrinningsområdet har 0,88 kvadratkilometer vattenytor vilket ger det en sjöprocent på 3,9 %.